# Ruta graveolens
Pour les articles homonymes, voir Rue (homonymie).
Espèce
Classification phylogénétique
La Rue officinale ou Rue des jardins ou Rue fétide (Ruta graveolens L., littéralement « Rue à odeur forte », du latin gravis, « lourd », et olor, « odeur ») est une espèce de sous-arbrisseaux de la famille des Rutacées, cultivée pour ses feuilles utilisées pour leurs qualités aromatiques et médicinales.

## Taxonomie
Noms communs : herbe de grâce, péganion, rue domestique, rue officinale, rue des jardins, rue des jardiniers, herbe de la rue, rue fétide, rue odorante.
Dans d'autres langues : allemand : Weinraute ; anglais : common rue ; espagnol : ruda ; italien : ruta; arabe : figel الفيجل; tigrinya : ch’enna-addam ጨና ኣዳም

## Description
C'est un sous-arbrisseau de 70 cm à 100 cm de haut environ, très ramifié et ligneux à la base. Ses feuilles d'un vert glauque, semi-persistantes, sont alternes, pennatiséquées (souvent trilobées) et de consistance un peu charnue. Ses fleurs sont petites, de couleur jaune verdâtre, et regroupées en corymbe.
La plante dégage une odeur forte et pénétrante avec un fond rappelant le coco, souvent perçu comme désagréable, et a un goût amer.

### Organes reproducteurs
- Type d'inflorescence : racème de racèmes ;
- Répartition des sexes : hermaphrodite ;
- Type de pollinisation : entomogame ;
- Période de floraison : mai à août.

La fécondation du gros pistil trapu par les étamines qui l'entourent, présente une double curiosité.
Les étamines se relèvent les unes après les autres dans un ordre bien caractérisé : une étamine sur deux se redresse successivement pour toucher le stigmate du pistil, chaque étamine (hormis la première) heurtant celle qui l'a précédée et la remettant en place ; appelons celles-ci les étamines "impaires" (1,3,5,7, etc). Lorsque les étamines "impaires" ont ainsi effectué le tour du pistil, les étamines "paires" commencent le même tour. Les étamines sont ainsi mues par un raccourcissement rapide de la face interne de leur filet (leur pédoncule), filet composé de grandes cellules contenant eau et tanins en assez grande quantité et fonctionnant de la même façon que les pulvinus du mimosa pudique.

### Graine
- Type de fruit : capsule ;
- Mode de dissémination : barochore.

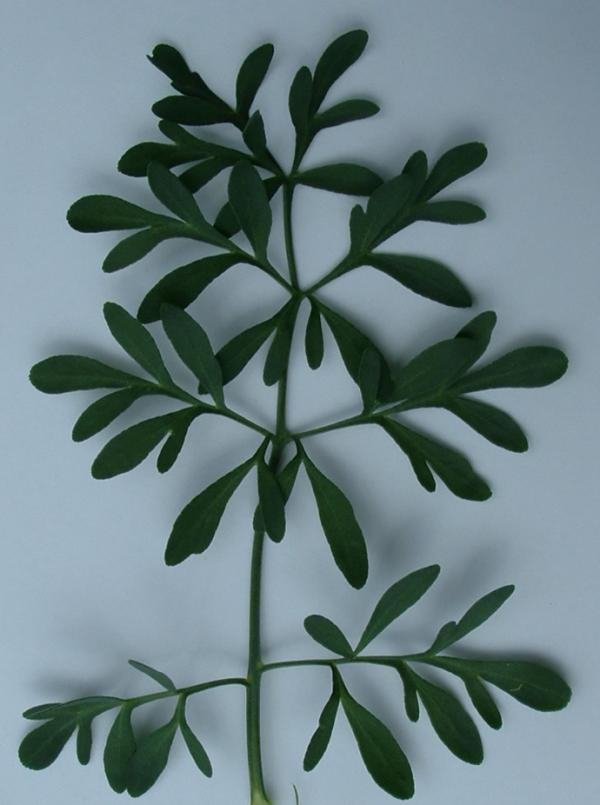
Feuille
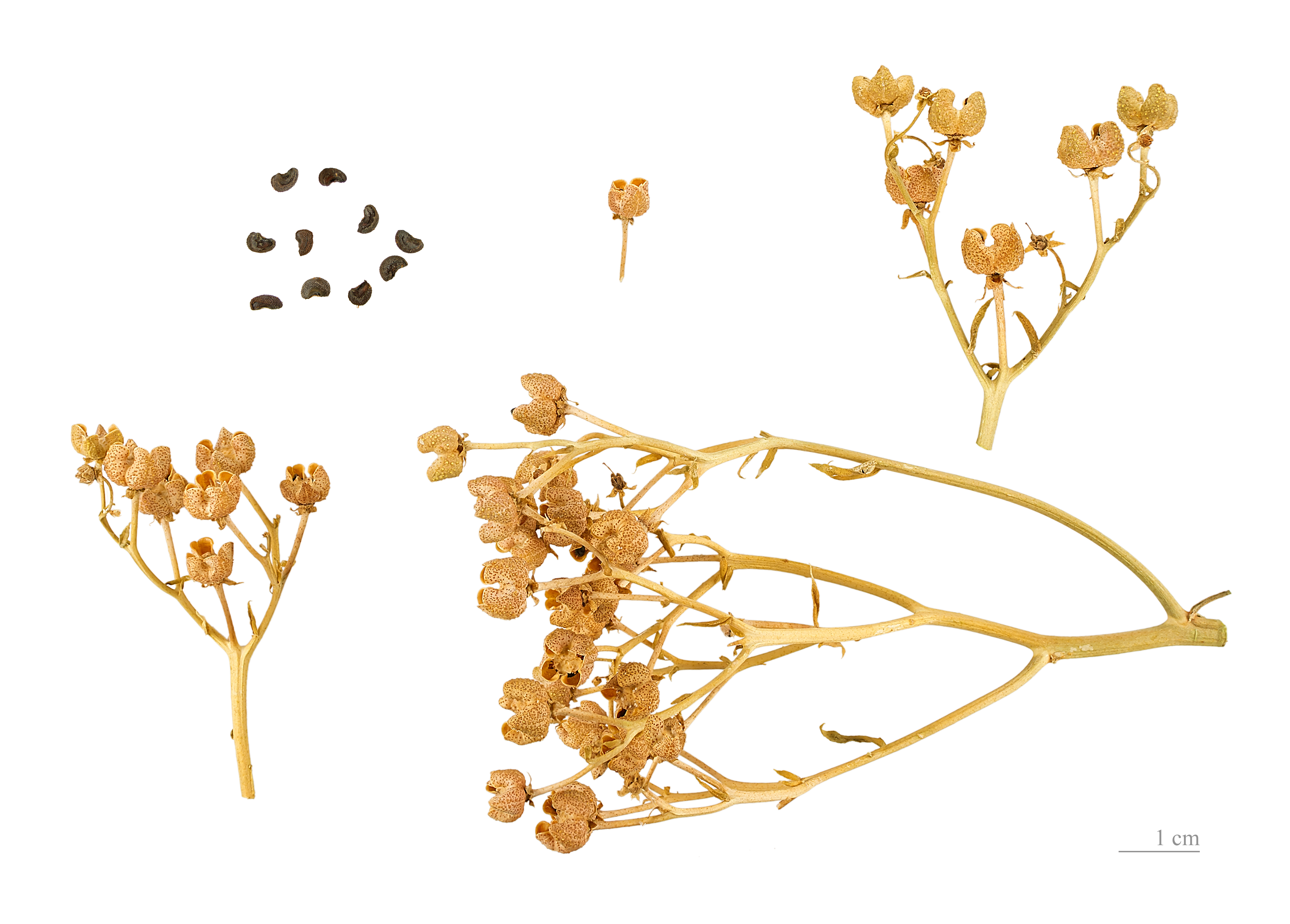
Capsules et graines - Muséum de Toulouse
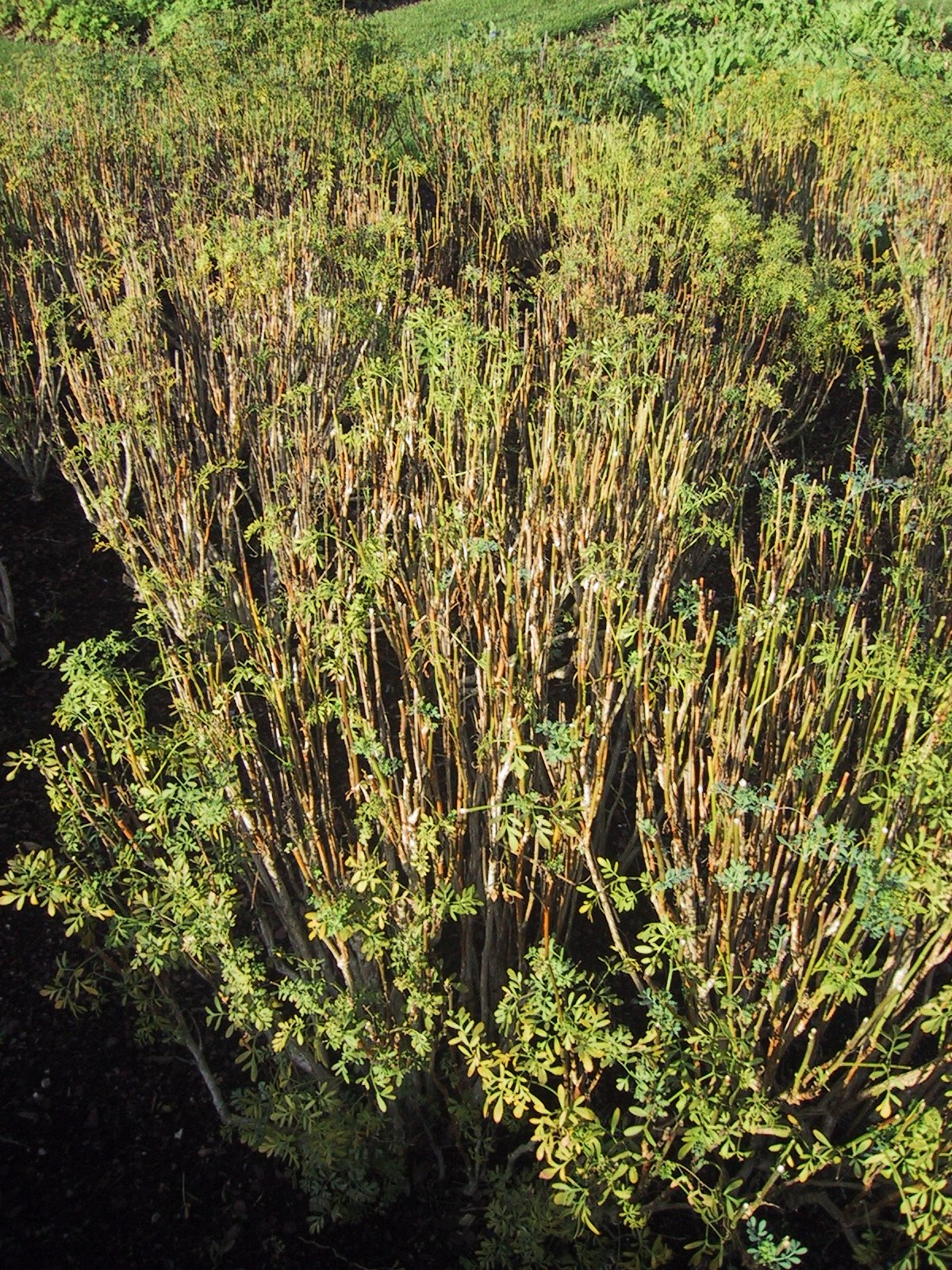
Habitus

## Propriétés
Plante toxique utilisée autrefois pour les propriétés emménagogues et abortives de son essence. En fait, les propriétés abortives seraient dues aux très violentes contractions abdominales qu'elle provoque, causant l'expulsion du fœtus mais également des hémorragies entraînant le plus souvent la mort de la mère (comme le cas de la sabine).
La plante est également rubéfiante (présence de bergaptène). L'odeur particulièrement désagréable de cette plante en dissuade heureusement la consommation.

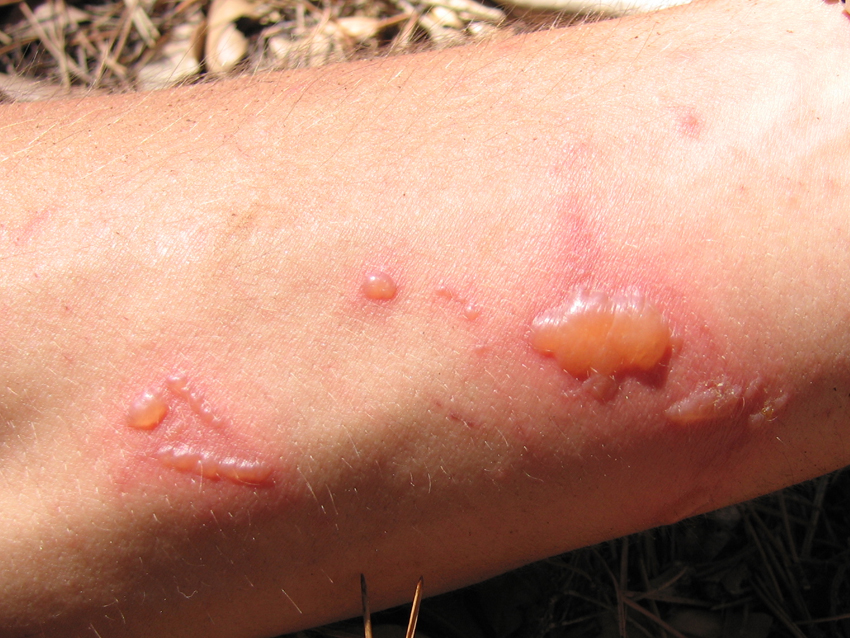
Photodermatites de contact chez les personnes à la peau sensible

Le contact avec toute partie de la plante (et pas uniquement la sève) peut provoquer des photodermatites de contact chez les personnes à la peau sensible. En effet, les Rutacées sont riches en furanocoumarines photosensibilisantes, un contact avec la plante suivi d’une exposition au soleil peut entraîner une dermite aiguë (cf. cliché ci-contre). Pour une personne sensible, après un contact accidentel (souvent en passant près de la plante lors d'un désherbage, d'une cueillette : bras, jambes) il convient de bien nettoyer au savon la peau touchée avant toute exposition au soleil, ou bien d'occulter la partie de la peau touchée à l'aide d'un vêtement afin de la cacher de toute lumière du soleil.
À petite dose, la rue a la réputation d'avoir des vertus toniques et stimulantes qui facilitent la digestion. Elle contient une substance qui lui doit son nom, la rutine (ou rutoside), proche de la vitamine C2 (ancienne « vitamine P »), aux propriétés anti-oxydantes,.
C'est un répulsif pour les insectes, notamment les puces[réf. à confirmer] et les pucerons. Elle est également réputée éloigner les vipères[réf. à confirmer] et peut aussi servir à éloigner les chats.

« Depuis la rédaction de ce livre, il m'a été possible d'obtenir quelques branches de rue, dont j'ai testé l'effet sur ma chatte. Placées sur le tapis, les petites feuilles vertes ont attiré son attention et elle est venue les renifler. Mais lorsque j'ai frotté les feuilles entre mes mains et que je lui ai tendu les doigts pour qu'elle les sente, sa réaction a été tout à fait spectaculaire. Elle a levé le nez vers ma main, essayé de reculer d'un bond, puis elle a ouvert la bouche et essayé de vomir. Ensuite, elle est partie d'un air digne, refusant de répondre à mon appel. Après m'être lavé les mains, j'ai essayé de faire la paix avec elle, mais quand j'ai voulu la caresser, elle a sifflé. Dix minutes plus tard, elle miaulait, si je m'approchais d'elle. Il m'a fallu des heures pour me faire pardonner et pour qu'elle cesse de me traiter comme un flacon ambulant de produit anti-chats. »

— Desmond Morris, zoologiste, Le chat révélé, éd. Calman-Lévy, 1995, note page 66 dans le chapitre "Quelles sont les odeurs particulièrement répugnantes pour le chat ?"

## Distribution
Habitat et répartition :
- Habitat type : garrigues méditerranéennes occidentales ;
- Aire de répartition : européen méridional.

Plante originaire du Sud-Est de l'Europe (Ukraine, Albanie, Bulgarie, ex-Yougoslavie), elle est largement naturalisée dans toute l'Europe et en Afrique du Nord. La rue est aussi largement répandue en Amérique du Sud, à l'état sauvage ou cultivée pour ses propriétés médicinales,.

## Culture
Demande un sol léger et sec, calcaire et bien exposé au soleil.
Multiplication par semis ou par boutures.
La récolte intervient à partir de l'année suivante. On prélève l'extrémité des tiges avant floraison.
Une taille de rabattement au printemps favorise l'apparition de nouvelles pousses.
La plante se ressème facilement.

## Histoire

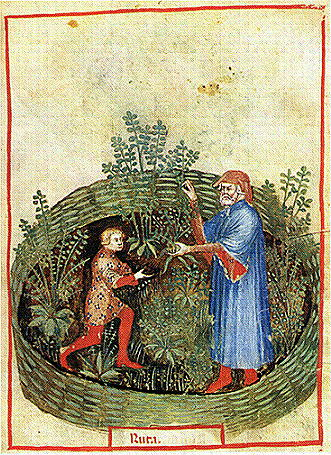
Extrait du Tacuinum de Paris ; jardin médicinal, culture de rue présentée comme élément chaud et sec au troisième degré. Optimum : Celle qui est cultivée à proximité d'un figuier. Améliore (selon cet ouvrage) la vision et favorise la dissipation des flatulences, en augmentant la quantité de sperme mais diminuant le désir de coït.

La rue était autrefois largement connue comme plante abortive, et comme telle avait mauvaise réputation. Sa culture a pour cette raison été interdite par une loi de 1921,. Elle est toxique à forte dose ; une rumeur veut que Julia Titi, la fille de Titus serait morte après en avoir consommé lors d'un avortement forcé.
La rue vineuse était autrefois considérée comme une plante magique associée à la magie blanche[réf. souhaitée].
Elle fut utilisée dès l'Antiquité, notamment chez les Romains. Les Pharisiens payaient la dîme sur la menthe et la rue ce qui veut dire qu'ils payaient la dîme sur toute chose, même sur les plantes aromatiques). Elle figurait dans la liste des plantes potagères recommandées dans le capitulaire De Villis (liste des plantes cultivées dans les jardins de monastères sous Charlemagne).
Avec la sauge, la menthe, le romarin, l'absinthe et la lavande, le camphre, la cannelle et le clou de girofle, elle entrait au Moyen Âge  dans la composition du vinaigre des quatre voleurs censé protéger de la peste.
Au XIIe siècle Sainte Hildegarde indique qu'elle est censée « apaiser les bouillonnement excessifs du sang chez l'homme ». Pour adoucir la matrice, les femmes buvaient de la rue mélangée à d'autres plantes après avoir pris un bain de vapeur.
Comme poudre de rue, elle entrait dans la composition du diaphoenix, remède de la pharmacopée maritime occidentale au XVIIIe siècle.

## Utilisations culturelles actuelles

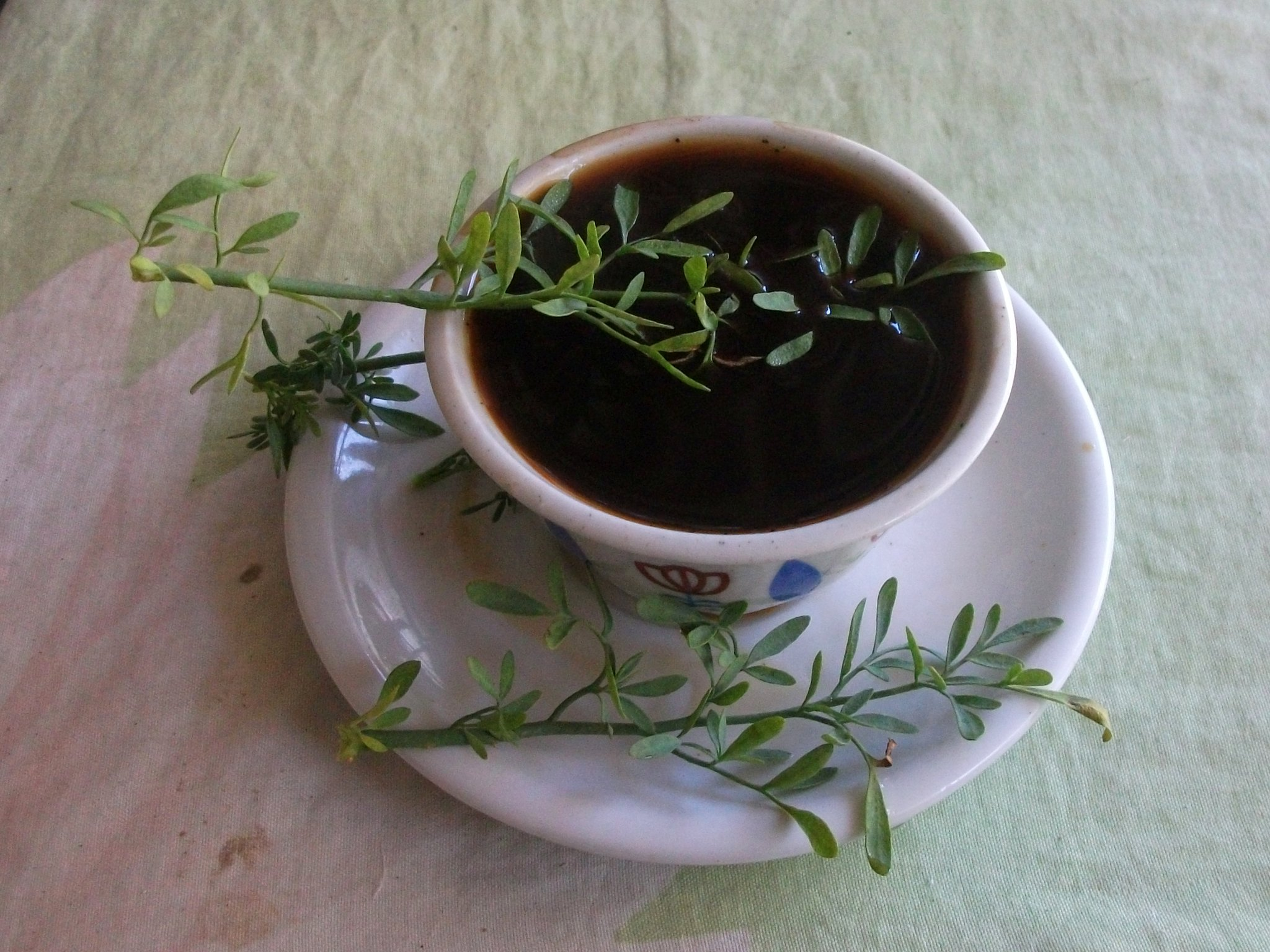
Feuilles de rue dans une tasse de café en Éthiopie.

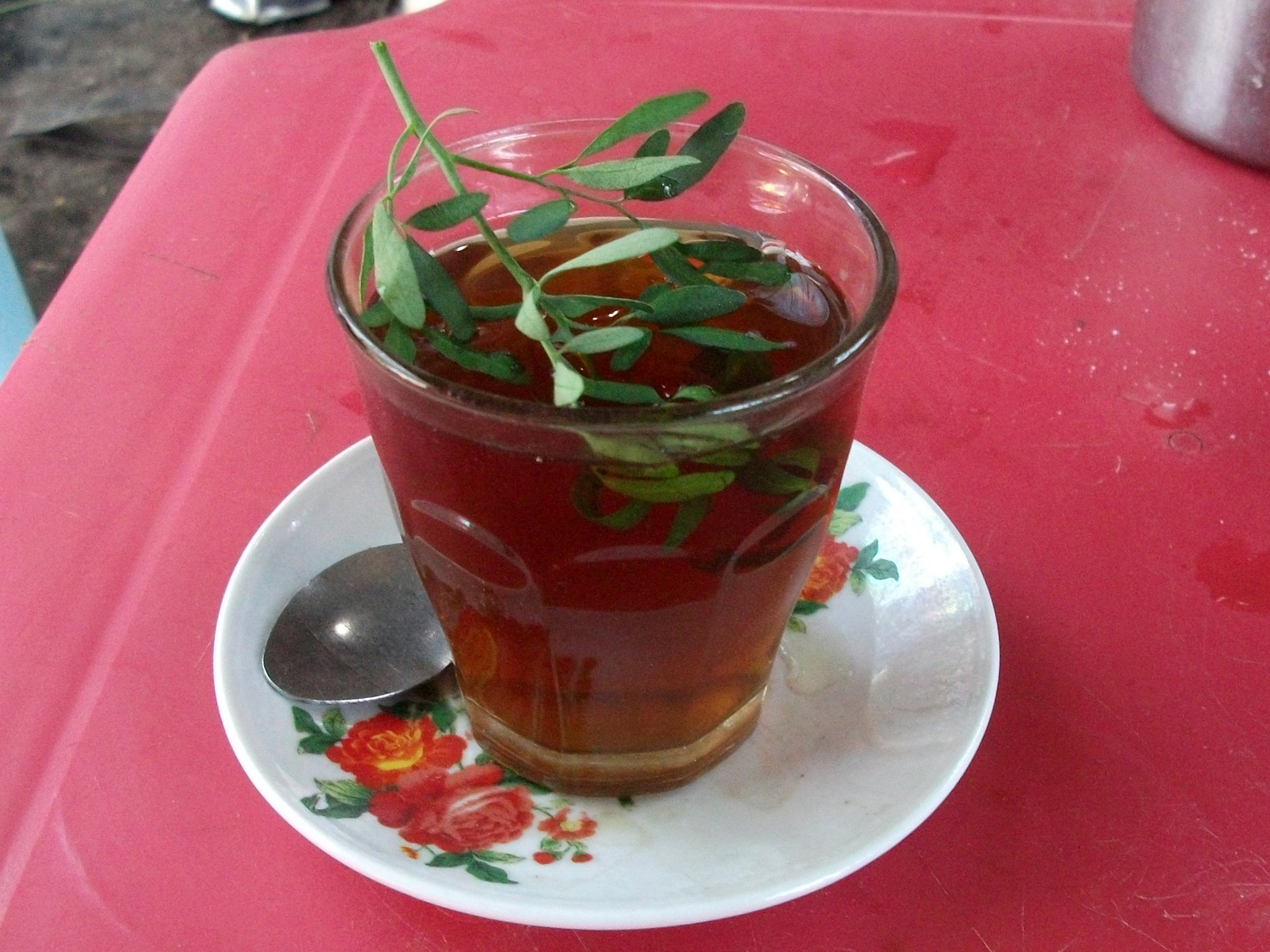
Feuilles de rue dans une tasse de thé en Éthiopie.

Les feuilles fraîches peuvent être utilisées pour assaisonner les sauces et les plats de viande. À utiliser modérément à cause du goût amer et des risques de toxicité.
En Italie du Nord, elle est utilisée pour parfumer l'eau-de-vie (grappa alla ruta).
En Éthiopie, on en met une brindille dans les tasses de café, et parfois dans les tasses de thé.
On extrait de la rue officinale une huile essentielle utilisée autrefois en parfumerie.

## Citation
- Évangile de Luc, chapitre 11 verset 42 :  Malheur à vous, Pharisiens! Vous donnez à Dieu la dixième partie de plantes comme la Menthe et la Rue, ainsi que toutes sortes de légumes, mais vous négligez la justice et l'amour pour Dieu (...) .